# 칼 요한스 거리

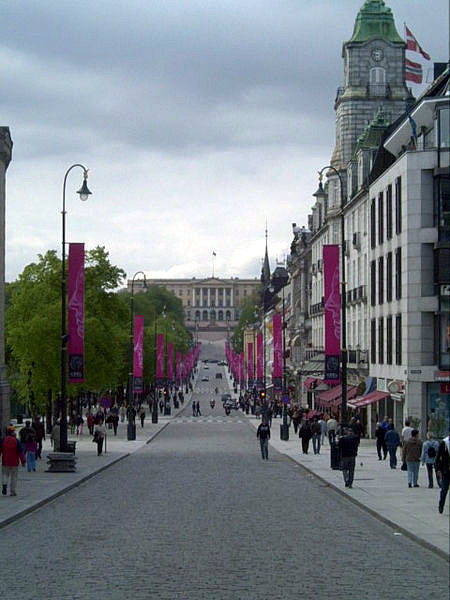

칼 요한스 거리 또는 칼 요한 거리(Karl Johans gate)는 노르웨이 오슬로시의 주요 거리이다. 거리의 이름은 이 거리의 끝 언덕 위에 왕궁을 건립한 칼 14세 요한의 이름을 따서 지어졌다.
약 1.3km에 이르는 거리로 오슬로 중심부를 동서로 가로지르고 있는 최대의 번화가이다. 상점과 레스토랑이 즐비하며 중앙역과 왕궁을 연결하고, 거리의 중심에는 국회의사당이 있다. 거리의 서쪽에는 입센과 뵈른손의 동상이 서 있는 국립극장이 있다.